# دهستان شیرین‌سو (کبودرآهنگ)
شیرین سو، دهستانی است از توابع بخش شیرین‌سو شهرستان کبودرآهنگ در استان همدان ایران.

## جمعیت
براساس سرشماری سال ۱۳۸۵ جمعیت آن ۱۰٬۳۲۲ نفر (۲٬۱۲۹ خانوار) بوده‌است.